# Gainesboro
Gainesboro är administrativ huvudort i Jackson County i Tennessee. Orten har fått sitt namn efter militären Edmund P. Gaines. Vid 2020 års folkräkning hade Gainesboro 920 invånare.